# Wittko Francke

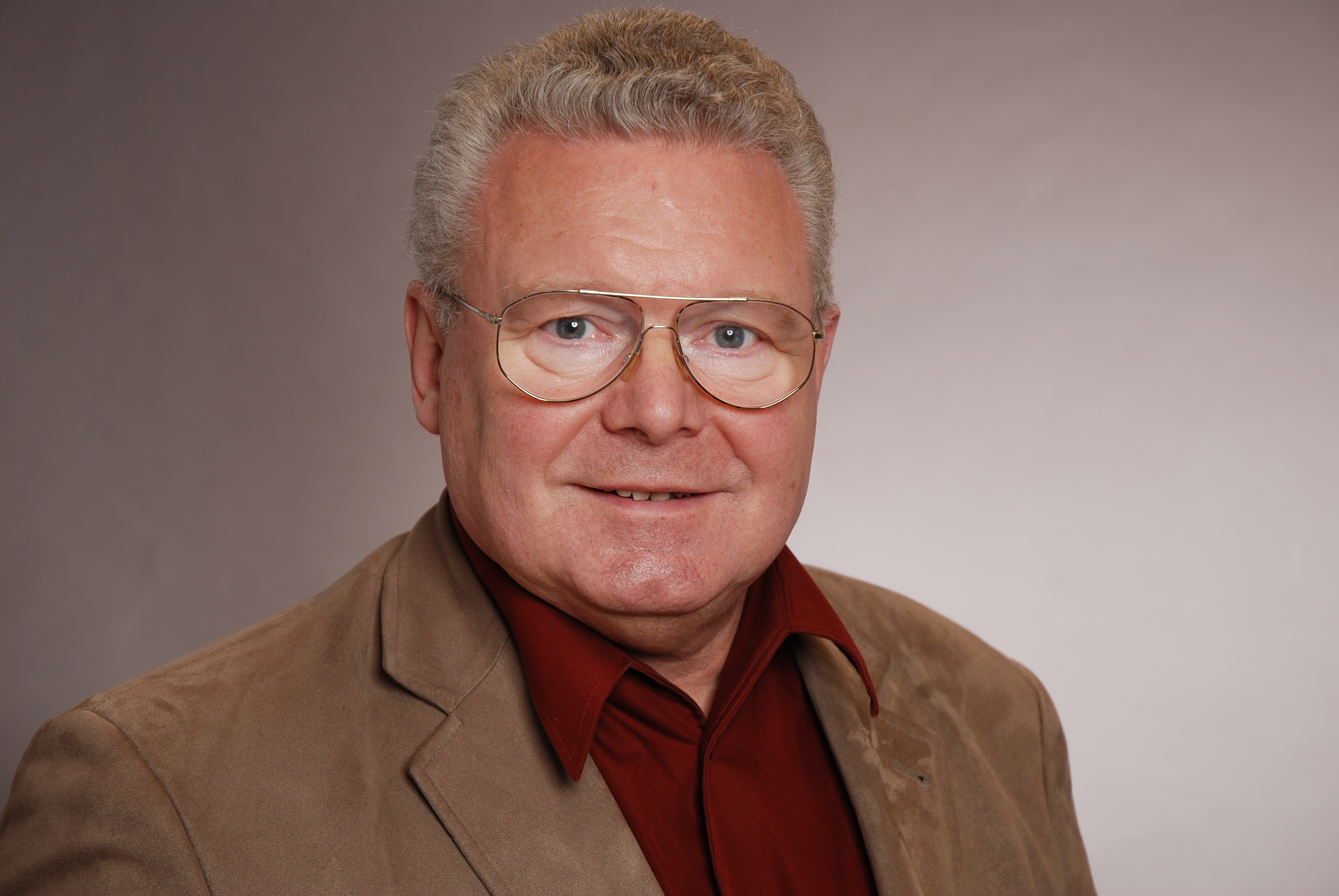
Wittko Francke (2010)

Wittko Ernst Georg Francke (* 28. November 1940 in Reinbek; † 27. Dezember 2020 ebenda) war ein deutscher Chemiker. 

## Leben und Wirken
Bei Kurt Heyns promovierte Francke 1973 über den „Nachweis und Identifizierung von Aggregationssubstanzen in dem Ambrosiakäfer Xyloterus domesticus L (Coleoptera Scolytidae)“. 1979 erfolgte eine Habilitation über „Beiträge zur Kenntnis der chemischen Kommunikation bei Käfern“. Ab 1985 war er Professor in Hamburg. Dort betreute er 65 Doktoranden. Rufe auf Lehrstühle an der Universität Gießen (1985) und der Universität Heidelberg (1990) lehnte er ab. Francke wirkte auch in der akademischen Selbstverwaltung an der Universität Hamburg und überregional vielfältig. So war er Mitglied des Akademischen Senats (1986–2002), Direktor des Institutes für Organische Chemie (1992–1994 und 2004–2006), Dekan der Fakultät für Chemie (1994–1999) und Studiendekan (2003–2006). Zwischen 1996 und 2004 war Francke Vorsitzender der Liebig-Vereinigung für Organische Chemie der GDCh. Ab 1998 wirkte Francke im Fachbeirat des Max-Planck-Institutes für chemische Ökologie in Jena.
Daneben war er Mitherausgeber mehrerer wissenschaftlicher Fachzeitschriften. Zu seinen wichtigsten Forschungsgebieten gehörte die chemische Ökologie, insbesondere die Untersuchung von Insektenpheromonen und des biologischen Abbaus von Schadstoffen und Naturstoffen in aquatischen Organismen.
Sein Wirken wurde u. a. ausgezeichnet mit der Otto-Wallach-Plakette der Gesellschaft Deutscher Chemiker (GDCh), der Karl-Escherich-Medaille und den Ehrendoktorwürden der schwedischen Universitäten Göteborg (1997) und Lund (2005). Ab 2004 war er Mitautor des bekannten Beyer-Walter Lehrbuch der Organischen Chemie (ISBN 3-7776-1221-9).
Francke war Sohn der Forstwissenschaftlerin Helene Francke-Grosmann. Er war verheiratet und hinterlässt zwei Söhne. Er verstarb im Alter von 80 Jahren an den Folgen einer COVID-19-Erkrankung. Er lebte zuletzt in Reinbek bei Hamburg.

## Preise und Auszeichnungen
- 1980 Carl-Christiansen-Gedächtnispreis
- 1995 Honorary Medal of the International Society of Chemical Ecology
- 1996 Otto-Wallach-Medaille der GDCh
- 1997 Ehrendoktor der Universität Göteborg, Schweden
- 2005 Karl-Escherich-Medaille der Deutschen Gesellschaft für Reine und Angewandte Entomologie (DGaaE)[6]
- 2005 Ehrendoktor der Universität Lund, Schweden

## Schriften
- mit Wolf und Elisabeth Engels (1997): Ontogeny of cephalic volatile patterns in queens and mating biology of the neotropical stingless bee, Scaptotrigona postica, in: Invertebrate Reproduction & Development 31 (1–3), p. 251–256, DOI:10.1080/07924259.1997.9672583.